# Kamperzeedijk-Oost
Kamperzeedijk-Oost is een dorp annex gehucht in de gemeente Zwartewaterland, in de Nederlandse provincie Overijssel.
Het dorpje is gelegen aan de provinciale weg N760 (plaatselijk bekend als de Kamperzeedijk) in de Kop van Overijssel tussen Kampen en Genemuiden. De meest recente straat is de Oostermaat, vernoemd naar de polder waar het aan de rand van ligt. Ten westen van Kamperzeedijk-Oost is het plaatsje Kamperzeedijk-West gelegen en de oostelijke deel loopt over in de buurtschap Afsched. Kamperzeedijk-Oost wordt niet altijd als een zelfstandige kern gezien, maar vaak als onderdeel van het buitengebied van de plaats Genemuiden. Kamperzeedijk-Oost viel dan tot 2001 tot de gemeente Genemuiden voordat deze opging in de fusiegemeente Zwartewaterland.
Hoofdplaats: Hasselt      Stad: Genemuiden

Dorpen: Kamperzeedijk-Oost · Kamperzeedijk-West · Zwartsluis     
Buurtschappen: Afsched · Baarlo · Cellemuiden · De Velde · Genne · Genne-Overwaters · Holten · Kievitsnest · Mastenbroek (deels) · Nieuwe Wetering · Roebolligehoek · Streukel · Zwartewatersklooster

Voormalige gemeenten: Genemuiden · Hasselt · Zwartsluis

Overijssel · Steden en dorpen in Overijssel      Nederland · Provincies · Gemeenten